# Echium judaeum
Echium judaeum là loài thực vật có hoa trong họ Mồ hôi. Loài này được Lacaita mô tả khoa học đầu tiên năm 1919.